# Atto I
Atto I este primul album al lui Al Bano înregistrat împreună cu Romina Power, lansat în Italia în 1975. în Spania a fost publicat cu titlul Arena blanca mar azul și conține două melodii cântate în spaniolă.

## Track list

### Dialogo
1. Evasione o realtà (Albano Carrisi, Romina Power)
2. Un uomo diventato amore (Romina Power)
3. Sognando Copacabana (Romina Power)
4. Come ti desidero (Albano Carrisi, Romina Power)
5. Sensazione meravigliosa (Romina Power)
6. Dialogo (Albano Carrisi, Romina Power)
7. Se ti raccontassi (Romina Power)
8. Amore nel 2000 (Albano Carrisi, Romina Power)
9. Il pianto degli ulivi (Albano Carrisi, Paolo Limiti)
10. Moderno Don Chisciotte (Romina Power)
11. Mai mai mai (Albano Carrisi)
12. Paolino maialino (Paolo Limiti, Romina Power)

## Track list

### Arena blanca mar azul
1. Arena blanca mar azul (Spanish Version) (Albano Carrisi, Romina Power)
2. Un uomo diventato amore (Romina Power)
3. Sognando Copacabana (Romina Power)
4. Come ti desidero (Albano Carrisi, Romina Power)
5. Sensazione meravigliosa (Romina Power)
6. Se ti raccontassi (Romina Power)
7. Año 2000 (Spanish Version) (Albano Carrisi, Romina Power)
8. Il pianto degli ulivi (Albano Carrisi, Paolo Limiti)
9. Moderno Don Chisciotte (Romina Power)
10. Mai mai mai (Albano Carrisi)